# Horizon (televisieprogramma)
Horizon is een televisieprogramma van de BBC dat toegankelijke wetenschap- en geschiedenisdocumentaires maakt en uitzendt. De eerste uitzending was in 1964.
De invalshoek die het programma doorgaans gebruikt is het relateren van een behandeld onderwerp aan iets wat het huidige dagelijks leven beïnvloedt. Dat kunnen eenvoudige concepten zijn, maar ook meer ingewikkelde onderwerpen die zo eenvoudig mogelijk uitgelegd worden. Afleveringen duren ongeveer 50 minuten per stuk.
Horizon is al bekroond met onder meer een BAFTA en een Emmy Award voor 'beste documentaire'.

## Katten
In 2013 zond Horizon de afleveringen The Secret Life of the Cat en Little Cat Diaries uit, waarin 50 katten worden gevolgd met gps-apparatuur. Veertien katten kregen een mini-camera om de nek. Dit experiment werd in 2014 opnieuw verricht, ditmaal met honderd katten voor drie afleveringen met de titel Cat Watch 2014: The New Horizon Experiment. Deze serie werd in Nederland uitgezonden onder de titel Het verborgen leven van de kat. 